# Fidel Segundo

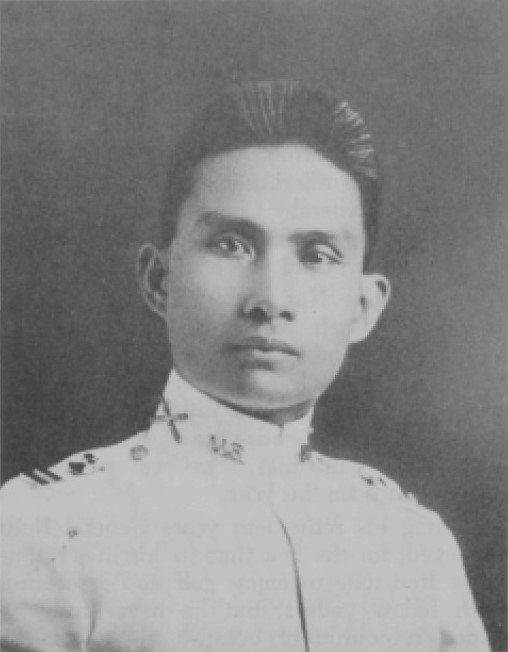
Fidel Segundo

Fidel V. Segundo (Laoag, 24 april 1894 - 19 december 1944) was een Filipijns generaal en oorlogsheld.

## Biografie
Fidel Segundo werd geboren op 24 april 1894. Hij volgde een vooropleiding voor een studie medicijnen, maar stopte daarmee om te studeren aan de Amerikaanse militaire academie West Point. Na zijn opleiding maakte hij carrière in het Filipijnse leger en werkte hij zich op van tweede luitenant bij de Philippine Scouts in 1917 tot kapitein in 1920. Na vervolgopleidingen in Oklahoma en Arkansas vanaf 1924 keerde hij in 1929 terug in de Filipijnen, waar hij militaire wetenschappen en tactiek doceerde aan de University of the Philippines. In 1936 werd hij commandant van de inlichtingendienst en training van het Filipijnse leger. Vier jaar later volgde een promotie tot kolonel en werd hij commandant van Camp Lana in Cotabato. Op 2 juli 1941 werd hij bevelhebber van de Philippine Military Academy (PMA).
Na de Japanse invasie in december 1941 werd Segundo bevorderd tot brigadegeneraal. Hij kreeg het commando over de 1e divisie van het Filipijnse leger, dat onder zijn leiding probeerde de Japanse landing op de oostkust van Tayabas te frustreren. In Bataan was hij in eerste instantie succesvol met zijn troepen en later slaagde hij erin de Japanners te vertragen, totdat op 9 april 1942 het bevel werd gegeven om Bataan op te geven. Hij werd na de overgave enige tijd in een gevangenenkamp in Capas in de provincie Tarlac gevangen gehouden. 
Na zijn vrijlating woonde hij in Manilla totdat hij op 19 december 1944 samen met zijn zoon door de Japanners werd opgepakt, gemarteld en onthoofd.